# Słowenia na Zimowej Uniwersjadzie 2009
Słowenię na Zimowej Uniwersjadzie 2009 w Harbinie reprezentowało 20 zawodników.

## Medale
Słowenia nie zdobyła żadnego medalu

## Kadra

### Łyżwiarstwo figurowe
- Luka Čadež

indywidualnie - 31 miejsce
- Teodora Poštič

### Short track
- Tjaša Kroflič

### Narciarstwo alpejskie
- Jan Debeljak
- Matija Grašič
- Nika Horvat
- Alenka Kurner
- Filip Mlinšek
- Luka Zajc
- Tadej Zorko

### Biegi narciarskie
- Gregor Kralj
- Anže Repanšek

### Skoki narciarskie
- Branko Iskra
- Rok Mandl
- Jaka Oblak
- Primož Zupan

### Snowboard
- Denis Čurčič
- Patricia Mastnak
- Žiga Rakovec

### Narciarstwo dowolne
- Tadej Trdina